# 6888郵便大隊
『6888郵便大隊』（ろくはちはちはちゆうびんだいたい、原題：The Six Triple Eight）は、2024年に公開されたアメリカ合衆国の戦争ドラマ映画。タイラー・ペリーが脚本・監督を務め、第二次世界大戦中に実在した黒人女性のみで結成された大隊「第6888中央郵便大隊」を描いている。ケビン・M・ハイメルの記事「Fighting a Two-Front War」に基づいている。
『6888郵便大隊』は2024年12月6日に一部の映画館で公開された。劇中歌「The Journey」は第97回アカデミー賞で歌曲賞にノミネートされた。

## キャスト
※括弧内は日本語吹替。
- メジャー・チャリティ・アダムス - ケリー・ワシントン（杉本ゆう）
- レナ・デリコット・ベル・キング - エボニー・オブシディアン（英語版）（寿美菜子）
- キャンベル - ミローナ・ジェマイ・ジャクソン（林りんこ）
- エイブラム - グレッグ・サルキン（白石兼斗）
- エマ - ドナ・ビスコー（西宏子）
- スージー - バージャ＝リン・オダムズ（磯辺万沙子）
- ジョニー・メイ・バートン - シャニース・シャンテイ（木村香央里）
- ドロレス - サラ・ジェフリー（島田愛野）
- エレイン - ペピ・ソヌーガ（川上ひろみ）
- バーニス - カイリー・ジェファーソン（夏目あり沙）
- ヒュー・ベル二等兵 - ジェイ・リーヴス（江頭宏哉）
- ハルト中将 - ディーン・ノリス（唐沢龍之介）
- フランクリン・ルーズベルト - サム・ウォーターストン（吉富英治）
- メアリー・マクロード・ベスーン - オプラ・ウィンフリー
- エレノア・ルーズベルト - スーザン・サランドン（高島雅羅）
- コリンズ - オースティン・ニコルズ

- 日本語吹替版その他出演：新井笙子、内田秀、反町有里、川原元幸、和優希、稲岡晃大、橋本しんめい、松川裕輝、露崎亘、高野憲太朗、中西正樹、石川藍、小松千紗都、佐々木祐介、藤井雄太、長谷川天音、上林未菜美、平井貴大、丹羽正人

- 日本語吹替版制作スタッフ 演出：打越領一、翻訳：後藤理絵、調整：槇洋介、録音：澁田京介、制作進行：森原香織、制作：ACクリエイト

## 制作
2022年12月、タイラー・ペリーがNetflixの映画『The Six Triple Eight』の脚本と監督を務めることが発表された。本作は、歴史家ケビン・M・ハイメルが2019年2月発行のWWII History誌に掲載した記事「Fighting a Two-Front War」に基づいている。2023年1月、ケリー・ワシントン、サム・ウォーターストン、スーザン・サランドン、オプラ・ウィンフリーを含むキャストが発表され、ワシントンは製作総指揮も兼任することが分かった。
撮影は2023年1月17日にアトランタで開始された。2月にはリトル・ジャーマニー、ブラッドフォード、ダックスフォード帝国戦争博物館でも撮影が行われた。2023年3月28日にジョージア州シーダータウンでも行われた。
『シックス・トリプル・エイト』の製作費は7000万ドルで、タイラー・ペリーのこれまでの作品の中で最も大規模かつ最も製作費の高い作品となった。

### 音楽
サウンドトラックは、2024年12月6日にNetflix Musicを通じてデジタルリリースされた。このアルバムは、アーロン・ジグマンがタイラー・ペリーとの11回目のコラボレーションで作曲した映画音楽を収録しており、ジグマン、ペリー、音楽スーパーバイザーのジョエル・C・ハイが共同でプロデュースした。ダイアン・ウォーレンが作詞し、HERが歌うエンドクレジット曲「The Journey」は、第97回アカデミー賞の歌曲賞にノミネートされた。